# Rhinella poeppigii
Rhinella poeppigii és una espècie de gripau de la família Bufonidae. Es troba a Bolívia i el Perú. El seu hàbitat natural inclou boscos secs tropicals o subtropicals, montans secs, rius, aiguamolls d'aigua dolça, terra arable i zones de pastures.